# Петров, Леонид Алексеевич
Леонид Алексеевич Петров — российский физик, кандидат физико-математических наук, лауреат Государственной премии СССР, соавтор научного открытия «Протонный распад радиоактивных ядер».
Родился 9 января 1939 г.
Окончил Ленинградский политехнический институт (1963).
С 1963 по 1999 г. работал в ОИЯИ в Лаборатории ядерных реакций и Лаборатории ядерных проблем: младший, старший, ведущий научный сотрудник.
Исследователь процессов альфа- и протонного распада радиоактивных ядер, механизмов ядерных реакций с тяжелыми ионами, ядерной мультифрагментации. Участник создания нескольких поколений методик для исследования протонного распада, в частности, масс-сепаратора БЭМС-2 ― прибора для исследования короткоживущих изотопов, предельно удаленных от линии стабильности.
Кандидат физико-математических наук (1973), диссертация:
- Исследование излучателей запаздывающих протонов среди изотопов теллура : диссертация … кандидата физико-математических наук : 01.04.16. — Дубна, 1973. — 91 с. : ил.

Лауреат Государственной премии СССР (1975) — за цикл работ по синтезу и изучению свойств атомных ядер и границ ядерной устойчивости.
Соавтор монографии:
- В. А. Карнаухов и Л. А. Петров. Ядра, удаленные от линии бета-стабильности. — М. : Энергоиздат, 1981. — 199 с. : ил.; 22 см. 1981.

Соавтор научного открытия «Протонный распад радиоактивных ядер» (В. А. Карнаухов, Г. М. Тер-Акопьян, В. Г. Субботин, Л. А. Петров). Номер и дата приоритета: № 35 от 12 июля 1962 г.
Премии ОИЯИ:
- 1963 Г.Н.Флёров, В.А.Карнаухов, Г.М.Тер-Акопьян, Л.А.Петров, В.Г.Субботин. «Протонный распад радиоактивных ядер». Первая премия.
- 1973 В.А.Карнаухов, А.В.Демьянов, Д.Д.Богданов, Г.И.Коваль, Л.А.Петров. «БЭМС-2 – масс-сепаратор на пучке тяжелых ионов». Вторая премия.
- 1993 С.П.Авдеев, В.А.Карнаухов, В.Карч, В.Д.Кузнецов, Л.А.Петров, О.В.Бочкарев, Е.А.Кузьмин, Л.В.Чулков, Г.Б.Яньков. «Исследование мультифрагментации при взаимодействии релятивистских ядер 4Не с Аu с помощью 4π-установки ФАЗА». Поощрительная премия.
- 1998 С.П.Авдеев, В.А.Карнаухов, Л.А.Петров, В.К.Родионов, В.Карч, М.Яницки, Х.Ойшлер, О.В.Бочкарев, Е.А.Кузьмин, Л.В.Чулков. «Тепловая мультифрагментация – новый тип распада горячих ядер». Первая премия.

Умер 01.02.1999.